# マーティン・マクドナー
マーティン・マクドナー（英語: Martin McDonagh 発音[məkˈdɒnə], 1970年3月26日 - ）は、イギリス及びアイルランドの劇作家、脚本家、映画監督。

## 概要
1996年に戯曲『ビューティ・クイーン・オブ・リーナン』でデビューし、2004年に短編映画「シックス・シューター」で映画に進出して、2017年には長編映画『スリー・ビルボード』を監督した。演劇と映画の両方で成功をおさめたクリエイターであり、劇作家としてローレンス・オリヴィエ賞を、映画作家としてはアカデミー賞、英国アカデミー賞、ゴールデングローブ賞、ヴェネツィア国際映画祭での受賞経験がある。
演劇ではアイルランドの西部にあるコネマラ地域を題材にしたリーナン三部作と、アラン諸島を舞台とするアラン諸島三部作によって劇作家としての地位を確立した。ブラックユーモアを特徴とする作風が特徴であり、現代アイルランド文学において、存命の劇作家の中では最も重要なひとりと見なされている。映画作家としても脚本が高い評価を受けている。

## 生い立ち
アイルランド人の両親のもと、ロンドンのキャンバーウェルで生まれた。イギリスとアイルランド両方の国籍を保有している。母はスライゴー県イースキーのキリーンダフ出身、父はゴールウェイ県コネマラのレターマラン出身で、1992年に家族でゴールウェイに戻り、マクドナーと兄でのちに映画監督になるジョン・マイケル・マクドナーはロンドンに残ることになった。高等教育は受けておらず、劇作家として成功するまでは非正規雇用で働いたり、失業手当を受けたりして暮らしていた。1995年にドルイド・シアターの演出家ギャリー・ハインズが『コネマラの骸骨』の草稿を読んだことをきっかけとして、演劇のキャリアを始めることとなった。

## キャリア

### 演劇

#### リーナン三部作(コネマラ三部作)
マクドナーの最初の6作の戯曲は二つの三部作になっており、マクドナーが子ども時代に休暇を過ごしたゴールウェイ県周辺を舞台としている。最初の三部作はアイルランド西岸地域にある小さな村リーナンを舞台にしており、『ビューティ・クイーン・オブ・リーナン』（1996年）、『コネマラの骸骨』（1997年）、『ロンサム・ウェスト』（1997年）からなる。
『ビューティ・クイーン・オブ・リーナン』（1996年）は、独身の中年女性と威圧的な母親の機能不全な関係を描いた作品である。娘は生涯最後の恋愛のチャンスを得るが、残念な結果に終わる。この作品は1996年にゴールウェイで初演された時から評価が高く、アトランティック・シアター・カンパニーにより1998年にオフ・ブロードウェイでも上演された。1998年にブロードウェイに引っ越し、トニー賞演劇作品賞候補となった。
『コネマラの骸骨』（1997年）では、コネマラの男がいっぱいになった墓地から遺骨を掘り出す仕事に雇われ、かつて自分が殺したと告発された妻に出くわす。本作はゴールウェイのタウンホール劇場で1997年に初演された。ロンドンのロイヤル・コート劇場でも上演された後、2000年の7月から8月にかけてワシントン州シアトルのア・コンテンポラリー・シアター (ACT) でアメリカ初演が行われた。オフ・ブロードウェイでは2001年1月から5月にかけて、ラウンドアバウト・シアターのプロデュースでグラマシー劇場で上演された。1998年度のローレンス・オリヴィエ賞最優秀コメディ賞にノミネートされている。
『ロンサム・ウェスト』（1997年）では、一応は事故ということになっている父親の射殺後、2人の兄弟がいがみあう様子が描かれている。1999年にブロードウェイで上演された際にトニー賞演劇作品賞候補となった。

#### アラン諸島三部作
二つめの三部作はゴールウェイ県沿岸のアラン諸島を舞台にしており、『イニシュマン島のビリー』（1996年）、『ウィー・トーマス』（2001年）、『イニシィア島のバンシー』（未上演）からなる。
『イニシュマン島のビリー』は、足の不自由な10代の青年が、ロバート・フラハティ監督の映画『アラン』で役を得ようと企む様子を描くブラックコメディである。1997年にロンドンのロイヤル・ナショナル・シアター（コッテスロー）で初演の後、1998年4月にオフ・ブロードウェイのジョゼフ・パップ・パブリック・シアターでも上演され、どちらもタイトルロールはローリー・コンロイが務めた。1998年には、フレデリック・ケーラーがタイトルロールを演じ、カリフォルニア州ロサンゼルスのゲッフェン劇場でも上演された。2008年にはアトランティック・シアター・カンパニーとアイルランド、ゴールウェイのドルイド・シアター・カンパニーの協働により、オフ・ブロードウェイで再演された。
『ウィー・トーマス』はアイルランド国民解放軍 (INLA) 分派の理性に欠けたリーダーが、自分の愛猫が殺されたと知って故郷のイニシュモア島で犯人を捜して暴れる様子を描いたブラックコメディである。本作は2000年にロイヤル・コート劇場に提出されたが、そこでは上演を断られ、2001年5月にストラトフォード＝アポン＝エイヴォンにてロイヤル・シェイクスピア・カンパニーが初演を行った。その後、ロンドンに引っ越し、2003年度ローレンス・オリヴィエ賞で最優秀コメディ賞を受賞した。2006年2月にオフ・ブロードウェイでアトランティック・シアター・カンパニーにより上演され、5月にはブロードウェイに移って、2006年のトニー賞演劇作品賞候補となった。
『イニシィアのバンシー』はアラン諸島三部作の第3作であるが、マクドナー本人が「全然うまくいかなかった」と述べており、刊行も上演もされていない。

#### アイルランド以外を舞台とする作品
アイルランド以外を舞台に芝居としては初めて上演された『ピローマン』（2003年）は架空の全体主義国家を舞台にするもので、作家がグリム兄弟ふうの自作の短編の内容について尋問を受けるという内容である。1997年にゴールウェイでリーディング公演を実施した後、2003年にロイヤル・ナショナル・シアターで初演された。2004年にローレンス・オリヴィエ賞の新作演劇作品賞を受賞し、2005年のトニー賞でも演劇作品賞候補になった。
『スポケーンの左手』（2010年）はマクドナーがはじめてアメリカ合衆国を舞台に書いた芝居で、2010年3月にブロードウェイで初演された。主演のクリストファー・ウォーケンは、若い頃になくした手を25年にわたって探している男、カーマイケル演じてトニー賞演劇主演男優賞候補となった。2010年のドラマ・リーグ賞で優秀上演賞候補となった。
『ハングメン』（2015年）は、イングランドで2番目に腕利きの死刑執行人ハリー・ウェイドと1965年のイギリスにおける死刑廃止をめぐる物語である。2015年9月にロイヤル・コート劇場で初演された。2016年のローレンス・オリヴィエ賞では最優秀戯曲賞を受賞している。2016年にナショナル・シアター・ライヴにより中継され、2017年には日本語字幕つきで日本でも上映されている。
2018年10月より、ロンドンのブリッジ・シアターでA Very Very Very Dark Matterが上演された。ハンス・クリスチャン・アンデルセンがテーマの芝居で、マシュー・ダンスターが演出し、ジム・ブロードベントが主演した。

#### ラジオ劇
マクドナーはラジオ戯曲も書いており、1995年のロンドン・ラジオ劇作家フェスティヴァルおよび1998年のニューヨーク国際ラジオ・フェスティヴァルで『オオカミと木こり』（The Tale of the Wolf and the Woodcutter）が賞を授与されている。

### 映画
マクドナーは戯曲より映画を書くほうが好きだと述べている。1998年にアイルランドの劇評家フィンタン・オトゥールと『BOMB』誌のために行った対談で、マクドナーは「演劇を尊敬してないわけじゃないんです。戯曲が映画と同じように、完全に人の心を動かせるっていうことがわかるくらいの頭はありますよ。（中略）演劇は私にうまく接続しないっていうか、個人的には、自分がやってることをあまりいいと思えないんです」と述べている。2005年のインタビューでは、『ニューヨーク・タイムズ』のライターが「芝居に固有のエリート主義にはまだ冷淡だが、今では演劇のストーリーテリングの力にもっと気持ちよく屈しているようだ」と述べている。マクドナーによると、芝居は「参加するのに100ドルかかる芸術で働くのはおかしな感じがする」ということである。『ガーディアン』のショーン・オヘイガンとのインタビューでは、ロンドンの劇場にしばらく作品をかけなかったことと、新作『ハングメン』のプロモーションについて話す中で、マクドナーは演劇が「わたしが望むくらい痛烈になることは全然ないだろうと思うんです」と述べている。
2005年にマクドナーは始めての映画監督作となる短編「シックス・シューター」（2004年）でアカデミー短編映画賞を受賞した。「シックス・シューター」はブレンダン・グリーソン、ローリー・コンロイ、デイヴィッド・ウィルモット、アシュリン・オサリヴァンが出演するブラックコメディで、ウィックロー、ウォーターフォード、ロスレアで撮影された。この映画では、グリーソン演じるキャラクターが、妻の死の後に列車で帰宅する間、奇妙でおそらくは精神を病んだ若者に出会う。
マクドナーはその後、フォーカス・フィーチャー社と契約して『ヒットマンズ・レクイエム』を監督した。2人のアイルランド人の殺し屋が仕事で問題を起こした後、ベルギーのフラマン都市ブルッヘに潜伏する様子を描いており、自身の脚本にもとづく長編映画である。アメリカ合衆国では2008年に公開された。本作にはコリン・ファレル、ブレンダン・グリーソン、レイフ・ファインズが出演した。『ヒットマンズ・レクイエム』は2008年にサンダンス映画祭のオープニングナイトとジェムソンダブリン国際映画祭で上演され、第81回アカデミー賞で脚本賞にノミネートされた。
2008年の『ストップ・スマイリング』誌のインタビューで、マクドナーは「もう準備できてる映画の台本が何本かあるんです。その前に旅をして楽しむつもりなんで、あと数年はどうするつもりもないんですが。でも、『セブン・サイコパス』っていうのがあって、もう1本作るならそれですね。気に入ってもらえるといいんですが」と述べていた。2011年5月に制作が決まり、最終的には2012年10月12日に北アメリカで公開された。コリン・ファレル、サム・ロックウェル、ウディ・ハレルソン、クリストファー・ウォーケン、トム・ウェイツが出演している。
2011年には、兄のジョン・マイケル・マクドナーが監督・脚本し、ブレンダン・グリーソンが主演した映画『ザ・ガード〜西部の相棒〜』でエグゼクティヴ・プロデューサーを務めている。
2017年にはマクドナーが監督・脚本・製作をつとめたドラマ映画『スリー・ビルボード』にフランシス・マクドーマンド、サム・ロックウェル、ウディ・ハレルソンが出演し、同年9月4日にヴェネツィア国際映画祭で初上映されて高い評価を得、脚本賞を受賞した。2017年9月17日にトロント国際映画祭でピープルズ・チョイス賞も受賞している。2018年1月7日のゴールデングローブ賞では作品賞と脚本賞を、2月19日の英国アカデミー賞でも作品賞と脚本賞を受賞している。第90回アカデミー賞でも作品賞や脚本賞にノミネートされたが、受賞は演技賞のみであった。
2022年には再び監督・脚本・製作を務めた『イニシェリン島の精霊』(The Banshees of Inisherin) が公開。。この作品は、2020年2月の時点ではアラン島三部作の未完成作と同じ『イニシィア島のバンシー』(The Banshees Of Inisheer) というタイトルの映画であると報道され、同時に自身の作品の常連組であるコリン・ファレルとブレンダン・グリーソンの出演も報じられた。本作は第79回ヴェネツィア国際映画祭で上映され、自身としては2度目となる脚本賞とコリン・ファレルの男優賞の2部門で受賞。

## 作風
ブラックコメディの名手と考えられており、「諷刺、ブラックユーモア、漫画のような矮小化、グロテスクで「ゴシック的」な歪曲」に満ちた作風であると評される。緩慢なやりとりから脅威をにじみ出させるような会話の描写をしばしば行い、このような点がクエンティン・タランティーノに似ていると言われている。「人間的な情動、感情的な優しさ、家族や性にかかわる愛が割り込んでくることを断固拒否する」展開を特徴とする。暴力的であるが、「観客の間に恐怖よりは笑いを呼び起こす」ことが多い。
1990年代にイギリスの演劇界を牽引した、マーク・レイヴンヒルやサラ・ケインなどセックスや暴力を率直に描くブルータリズム的な面当て演劇の潮流に位置付けられる。マクドナー作品においては暴力描写が露骨である一方、セックスや恋愛は不毛であり、主要人物のほとんどは有意義な性生活や幸せな恋愛を経験できない。幸福な異性愛関係を築けない「男の閉じた世界」がしばしば題材となる。
先祖の故郷であるアイルランドに対しても極めて辛辣であり、とくに初期作品においてはしばしばアイルランドに関するネガティヴなステレオタイプを広めていると批判された。2000年代に入ってからは、より斬新な設定を求めてアイルランド以外の地域を舞台にするようになった。しかしながら、クリシェ的なプロットやストックキャラクターの巧妙な使用、観客の神経を逆撫でするような挑戦的な物語への取り組みという点に関しては一貫している。
パブや家屋など、作り込んだセットを必要とする作品が多い。作品の内容に比べると、要求される美術はナチュラリスティックである。

## 影響
劇作家としてはジョン・ミリントン・シングやハロルド・ピンター、サミュエル・ベケット、デヴィッド・マメット、ジョー・オートン、小説家としてはフランツ・カフカ、映画監督としてはクエンティン・タランティーノとの類似が指摘されている。暴力的でブラックユーモア溢れる作風や、商品名などを大量に作中に織り込むポストモダン的な手法はとくにタランティーノからの影響が濃厚で、「エメラルドの島[アイルランド]のクエンティン・タランティーノ」などと呼ばれる。しかしながら本人は他の劇作家からの影響に対してしばしば否定的で、あまりにも先輩の役者や劇作家に敬意を払わないため、やはり他のミュージシャンをけなすことで有名なリアムとノエルのギャラガー兄弟に比されている。
演劇に対して一歩引いた態度をとっている一方、映画に関しては影響元を率直に認めることが多い。タランティーノの他、マーティン・スコセッシ、テレンス・マリック、サム・ペキンパーなどの影響を本人も認めている。北野武監督の大ファンであり監督を担当した「セブン・サイコパス」では主人公が劇中で観ている映画は北野監督『その男、凶暴につき』のワンシーンである。北野作品はすべて好きというマクドナー監督は、同作を使用した理由を「このシーンも、映画自体も、そして北野武も大好きだから」と語っている。
2018年より脚本家・女優のフィービー・ウォーラー＝ブリッジと交際しており、「創造上のソウルメイト」と評されている。

## 評価
24歳で『ビューティ・クイーン・オブ・リーナン』を書いており、演出家のギャリー・ハインズはその若さに似合わぬ才能に驚きを表明している。早くから成功したため、アイルランド及びイギリス演劇界の「恐るべき子供」として高い評価を得ているが、一方で辛辣さ、さまざまな先行作の要素をまぜあわせるポストモダン的な作劇法、センセーショナルな内容と宣伝方法などは批判も浴びている。アイルランドの演劇研究者パトリック・ロナガンは、作品の内容のみならずマクドナー自身の冗談まじりの派手な発言もしばしば誤読されており、批判の中には誤解に基づくものも多いと指摘している。
ロンドン生まれのアイルランド系劇作家という立場と、アイルランドを辛辣に諷刺する作風のため、マクドナーはアイルランド演劇の伝統に沿ったアイルランドの劇作家であるのかどうかということが頻繁に議論されている。

## 協働状況
| 俳優                       | 『ビューティ・クイーン・オブ・リーナン』(ウェスト・エンド) | 『イニシュマン島のビリー』(ウェスト・エンド) | 『ロンサム・ウェスト』(ウェスト・エンド) | 『ウィー・トーマス』(ブロードウェイ) | ピローマン(ブロードウェイ) | シックス・シューター | ヒットマンズ・レクイエム | スポケーンの左手 | ザ・ガード〜西部の相棒〜 | セブン・サイコパス | スリー・ビルボード | 合計 |
| -------------------------- | ---------------------------------------------------------- | -------------------------------------------- | ---------------------------------------- | ------------------------------------ | -------------------------- | -------------------- | ------------------------ | ---------------- | ------------------------ | ------------------ | ------------------ | ---- |
| ローリー・コンロイ         |                                                            | 〇                                           |                                          |                                      |                            | 〇                   |                          |                  |                          |                    |                    | 2    |
| アビー・コーニッシュ       |                                                            |                                              |                                          |                                      |                            |                      |                          |                  |                          | 〇                 | 〇                 | 2    |
| コリン・ファレル           |                                                            |                                              |                                          |                                      |                            |                      | 〇                       |                  |                          | 〇                 |                    | 2    |
| ブレンダン・グリーソン     |                                                            |                                              |                                          |                                      |                            | 〇                   | 〇                       |                  | 〇                       |                    |                    | 3    |
| ウディ・ハレルソン         |                                                            |                                              |                                          |                                      |                            |                      |                          |                  |                          | 〇                 | 〇                 | 2    |
| ジェリコ・イヴァネク       |                                                            |                                              |                                          |                                      | 〇                         |                      | 〇                       |                  |                          | 〇                 | 〇                 | 4    |
| ブライアン・F・オバーン    | 〇                                                         |                                              | 〇                                       |                                      |                            |                      |                          |                  |                          |                    |                    | 2    |
| サム・ロックウェル         |                                                            |                                              |                                          |                                      |                            |                      |                          | 〇               |                          | 〇                 | 〇                 | 3    |
| マイケル・スタールバーグ   |                                                            |                                              |                                          |                                      | 〇                         |                      |                          |                  |                          | 〇                 |                    | 2    |
| クリストファー・ウォーケン |                                                            |                                              |                                          |                                      |                            |                      |                          | 〇               |                          | 〇                 |                    | 2    |
| デイヴィッド・ウィルモット |                                                            |                                              |                                          | 〇                                   |                            | 〇                   |                          |                  |                          |                    |                    | 2    |

## 舞台作品
- 『ビューティ・クイーン・オブ・リーナン』（The Beauty Queen of Leenane, 1996年）
- 『イニシュマン島のビリー』（The Cripple of Inishmaan, 1996年）
- 『コネマラの骸骨』（A Skull in Connemara, 1997年）
- 『ロンサム・ウェスト』（The Lonesome West, 1997年）
- 『ウィー・トーマス』（The Lieutenant of Inishmore, 2001年）
- 『ピローマン』（The Pillowman, 2003年）
- 『スポケーンの左手』（A Behanding in Spokane, 2010年）
- 『ハングメン』（Hangmen, 2015年）
- A Very Very Very Dark Matter (2018年)

## フィルモグラフィ

### 長編映画
| 年   | 題名                                                        | 役割             | Ref           |
| ---- | ----------------------------------------------------------- | ---------------- | ------------- |
| 2008 | ヒットマンズ・レクイエム In Bruges                          | 監督・脚本       | [ 85 ]        |
| 2011 | ザ・ガード〜西部の相棒〜 The Guard                          | 製作総指揮       | [ 86 ]        |
| 2012 | セブン・サイコパス Seven Psychopaths                        | 監督・脚本・製作 |               |
| 2017 | スリー・ビルボード Three Billboard Outside Ebbing, Missouri | 監督・脚本・製作 | [ 87 ] [ 88 ] |
| 2022 | イニシェリン島の精霊 The Banshees of Inisherin              | 監督・脚本・製作 |               |
| TBA  | Wild Horse Nine                                             | 監督             |               |

### 短編映画
| 年   | 題名                             | 役割       |
| ---- | -------------------------------- | ---------- |
| 2000 | The Second Death                 | 製作総指揮 |
| 2004 | シックス・シューター Six Shooter | 監督・脚本 |

## 日本語訳
- マーティン・マクドナー『ウィー・トーマス』目黒条訳、パルコ、2006年[89]。
- マーティン・マクドナー『ピローマン』目黒条訳、パルコ、2006年[90]。

## 私生活
2019年9月時点で脚本家で女優のフィービー・ウォーラー＝ブリッジと交際している。ウォーラー＝ブリッジはマクドナーと交際する前から『ピローマン』がお気に入りの芝居だった。